# Chiesa di Nostra Signora di Castro

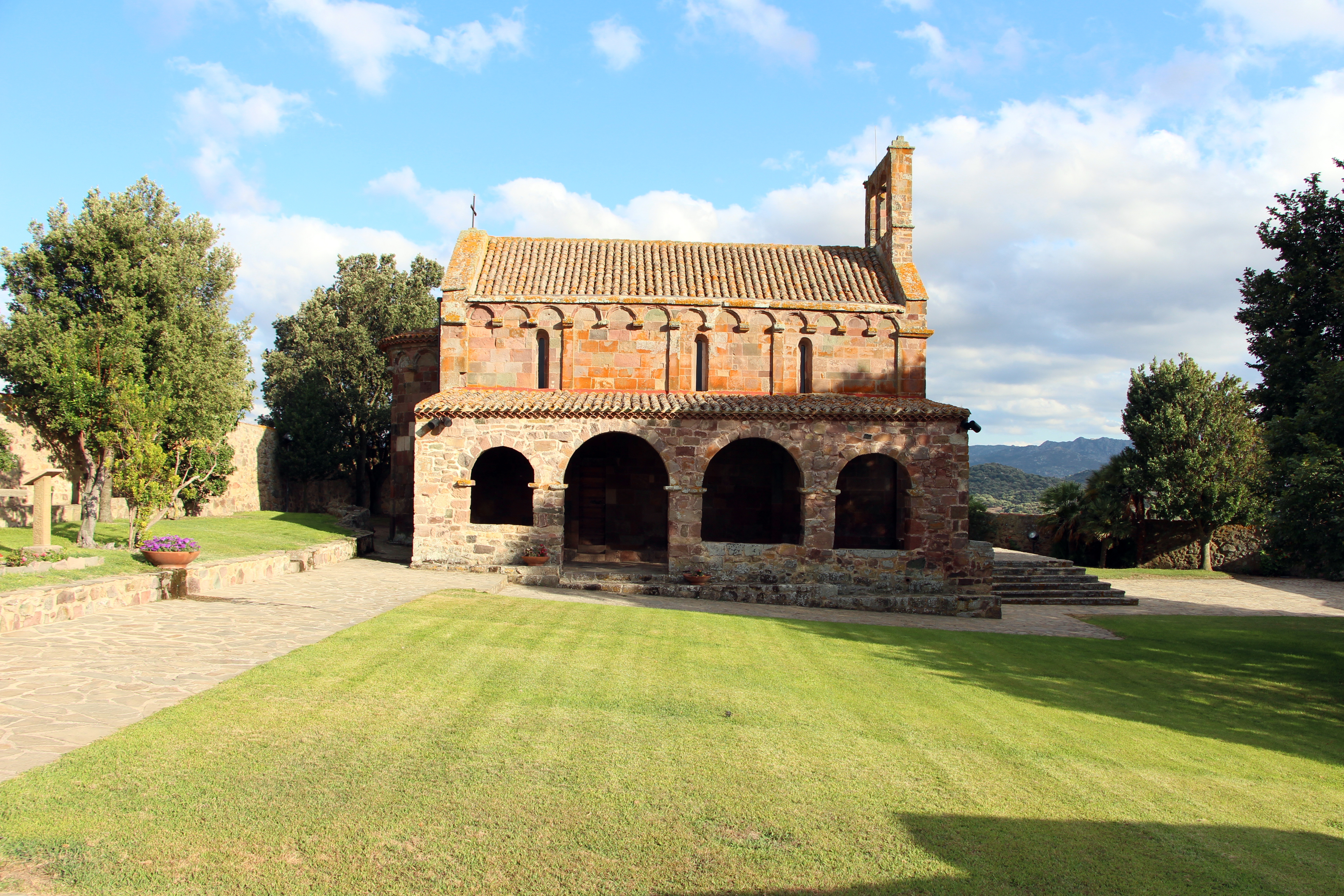
Veduta laterale

Nostra Signora di Castro, o Castra, è una chiesa romanica situata in località campestre, nel territorio del comune di Oschiri. Il tempio è l'antica cattedrale della diocesi di Castro, soppressa nel 1503 e poi sede titolare.

## Storia
La diocesi di Castro venne documentata dal 1116, quando un anonimo episcopum castrensi viene menzionato tra i presenti alla consacrazione della basilica di Saccargia. Secondo il Liber Judicum Turritanorum, la cattedrale, dedicata a Nostra Signora, venne fondata dal giudice Mariano I di Torres, quindi in un periodo compreso tra il 1065 e il 1082. Da altri documenti si evince che il tempio venne consacrato, come altre chiese del territorio, dallo stesso legato pontificio che il 1º settembre 1164 o 1174 consacrò la cattedrale di Sant'Antioco di Bisarcio. Entro il 1174 si ritiene dunque che la fabbrica di Nostra Signora di Castro venisse completata, ad opera di maestranze che si formarono al cantiere della cappella palatina di Santa Maria del Regno.
La chiesa, meta di pellegrinaggio annuale per gli abitanti di Oschiri, viene ripresa anche nello stemma ufficiale del comune.

## Descrizione
L'area in cui sorge la cattedrale, nel sito dell'antica cittadella vescovile di Castro, è chiusa da un recinto, costituito dalle cumbessias, ovvero rustici alloggi per pellegrini tipici dei santuari campestri della Sardegna. Le cumbessias, così come il portico addossato al fianco sinistro del tempio, vennero erette in epoca posteriore rispetto alla cattedrale romanica. Questa si presenta caratterizzata dal colore rosso dei blocchi trachitici impiegati nella costruzione. La facciata a capanna, compresa tra le due paraste angolari, è suddivisa in tre specchi tramite lesene e sormontata da un campanile a vela a due luci. Nello specchio mediano si aprono il portale, architravato e sormontato da una lunetta, e una finestrella cruciforme. Come la facciata, anche i prospetti laterali e quello absidale sono scanditi da lesene e decorati da archetti pensili.
L'interno è a pianta rettangolare, con un'unica navata, lunga 11,60 metri e larga 5,60, e abside semicircolare rivolta ad est. La copertura è lignea, a capriate. Nell'abside è collocato un retablo ligneo, databile tra la fine del XVII e l'inizio del XVIII secolo.

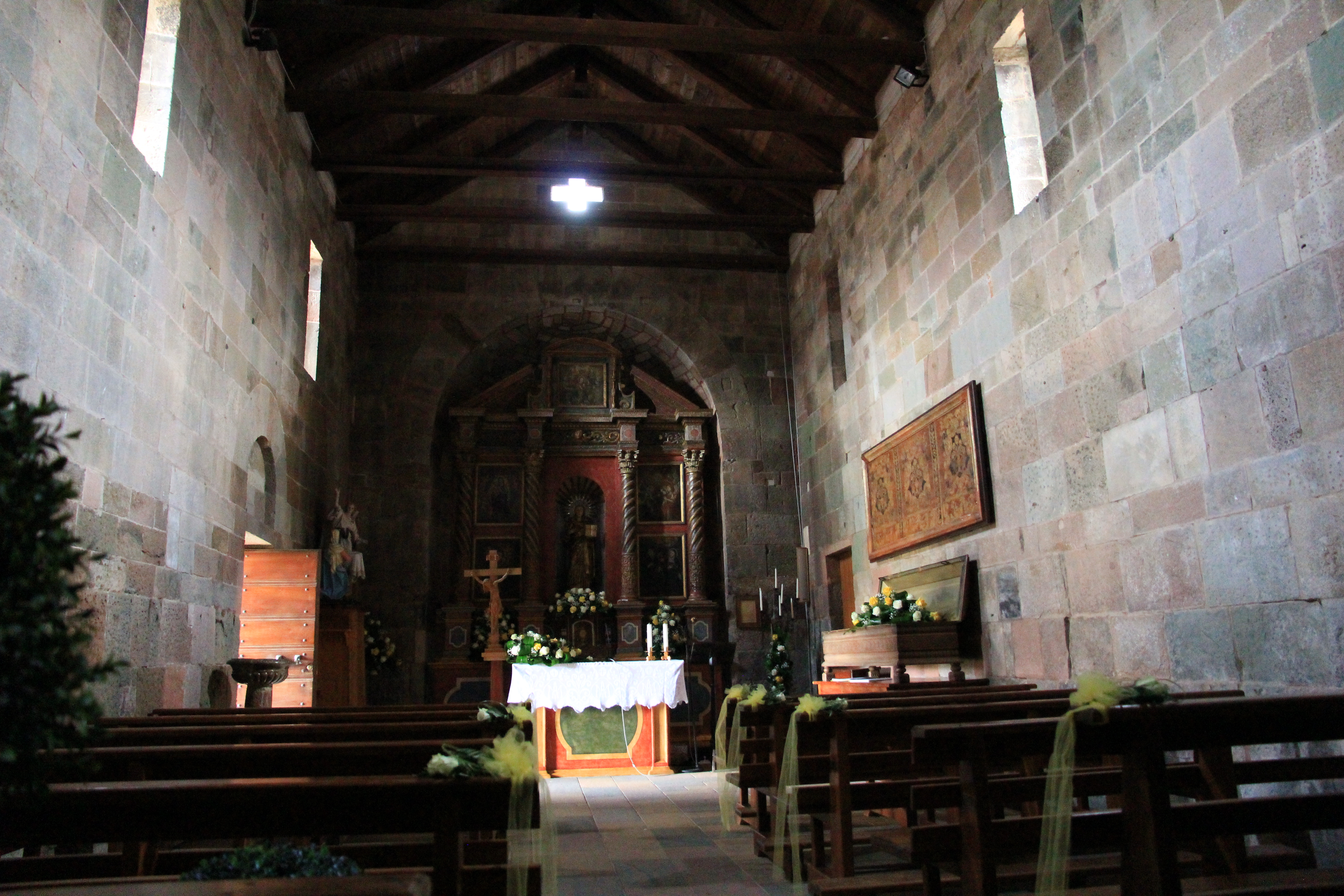
Interno